# Madrasa Mir-i Arab
La madrasa Mir-i Arab (in persiano مدرسهٔ میر عرب‎, medreseh-e mir-e arab) è una madrasa, ancora attiva, a Bukhara, in Uzbekistan. È vietata ai visitatori.

## Storia

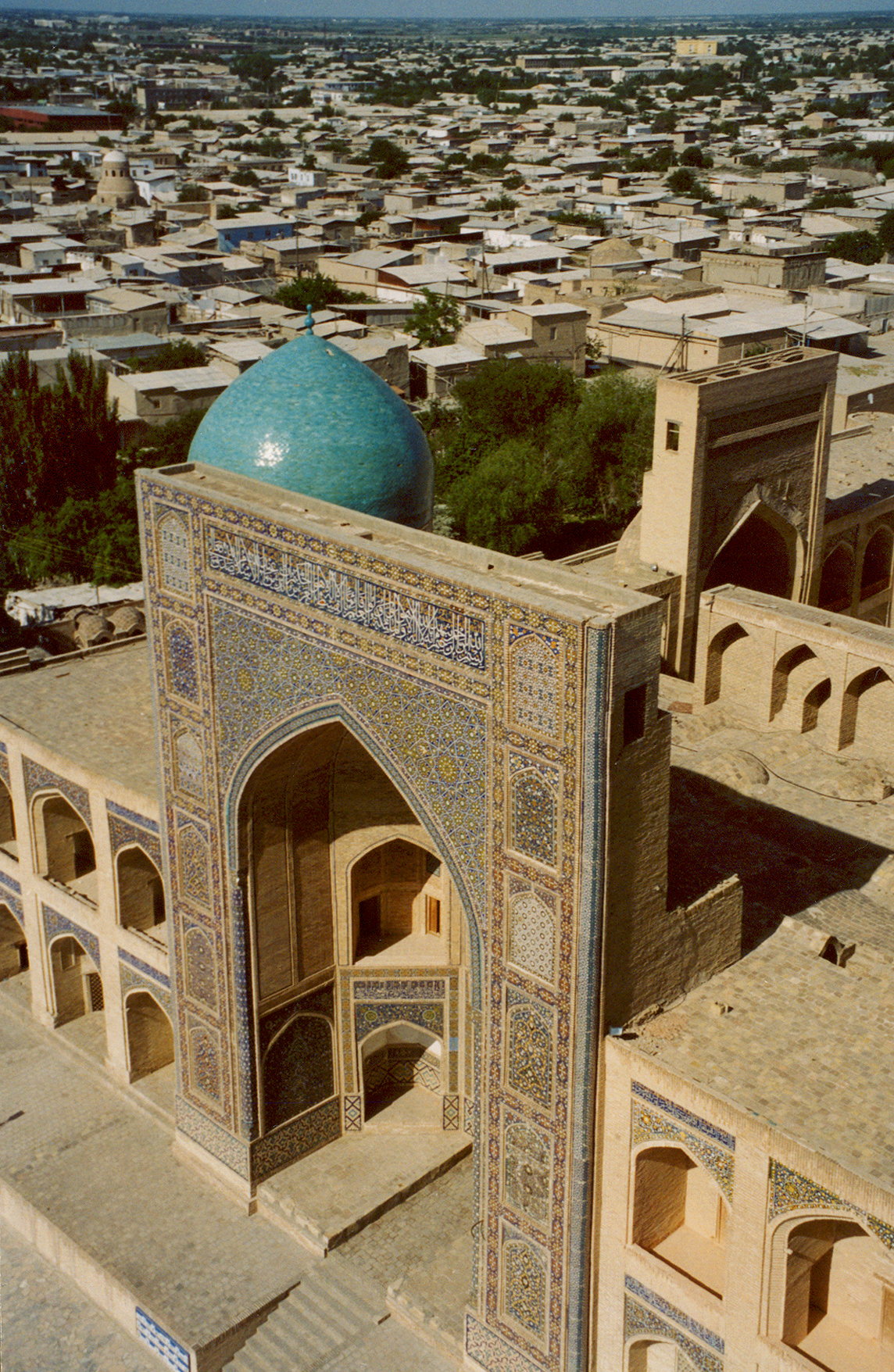
Vista del pishtak.

La madrasa è stata costruita all'inizio del XVI secolo dallo sceicco Abdullah Yamani, leader religioso sufi d'origine yemenita e guida spirituale del Khan di Bukhara, Ubaidullah (1487-1539). Abdullah aveva invitato il Khan alla guerra santa contro i Persiani della Transoxiana. In passato si riteneva che la madrasa fosse stata costruita nel 1535, ma studi più recenti hanno suggerito che la madrasa sia stata costruita subito dopo il 1512, anno della vittoria degli shaybanidi contro le forze sciite dello scià safavide Ismail a Ghazdewan. Gli storici sono concordi invece sul fatto che sia stato costruito sui fondi di Ubaidullah Khan attraverso la vendita di più di 3 000 schiavi persiani, mentre i successivi scontri tra iraniani e shaybanidi intervengono solo più tardi, nel 1620. Inoltre la morte dello sceicco Abdullah è stata precisata alla data del 1526.
Il sufi Sceicco aveva voluto essere sepolto nella madrasa, il che suggerisce che alla sua morte la costruzione era, se non completa, almeno a buon punto. La madrasa ha subito vari lavori tra il 1530 e il 1536. Il suo nome significa in Persiano "La proprietà dell'arabo" (Abdullah è nato nel sud della penisola arabica).
Dalla sua fondazione nei primi anni del 1920 (da quando è chiusa), questa madrasa è stata uno delle più prestigiose in Asia centrale. Qui insegnava uno dei più famosi maestri tagiki della filosofia islamica, Ahmad ibn Mir Nasir ibn Yusuf al-Hanafi al-Siddiqi al-Bukhari (1827-1897), anche conosciuto come Ahmad Donish o Ahmad Kalla. Nel 1945, dopo lunghe trattative, la madrasa è stata destinata allo studio delle scienze islamiche; questo è stato uno dei pochi centri spirituali islamici ad essere stato aperto in URSS. Oggi vi si trovano un centinaio di studenti.

## Architettura
La madrasa è stata costruita nella modalità "koch" di fronte alla moschea Kalon. Ha una pianta rettangolare con una facciata imponente e un alto portale (pishtâk) con iwan, affiancato da torri massicce, terminanti da una cupola emisferica di turchese. Le facciate dei lati del portale sono aperte da logge su due livelli. Il pishtâk di ingresso è tagliato da una profonda nicchia mezzo ottagonale con una sola porta che conduce al corridoio. Questa porta ad un grande cortile rettangolare con un iwan al centro di ciascun lato, come è tradizione. Un piano terra e un primo piano delle celle si affacciano sul cortile. Gli iwan che servono come sale conferenze estive sono formati da piccoli portali dei quali solo quello meridionale è originale. Le sale di studio sono installate negli angoli est. Le camere d'angolo della facciata principale sono ciascuna sormontata da una cupola con un alto tamburo cilindrico con finestra in asse. Le cupole sono sostenute da archi e pendenti a scudo coronato con muqarnaṣ.
A sinistra dell'ingresso principale vi è la gourkaneh dove è installata la tomba di marmo dello sceicco Abdullah e quella del mufassir Muhammad Kassim e il cenotafio di legno di Oubaid Ulla. La Moschea della Madrasa è a destra del vestibolo sotto l'altra cupola.
La decorazione della madrasa è fatta dei kachine dei mosaici e delle piastrelle estremamente delicati e disegni floreali o disegni geometrici, degli arabeschi epigrafici, ecc. I timpani della porta, quelli delle logge della facciata sono coperti, e gli archi delle celle e dei tamburi delle cupole. Al suo interno, vi è il gourkaneh che è il più ornato, coperto dal pavimento al soffitto a mosaico e piastrelle smaltate, così come gantch (legno intagliato).

## Galleria d'immagini

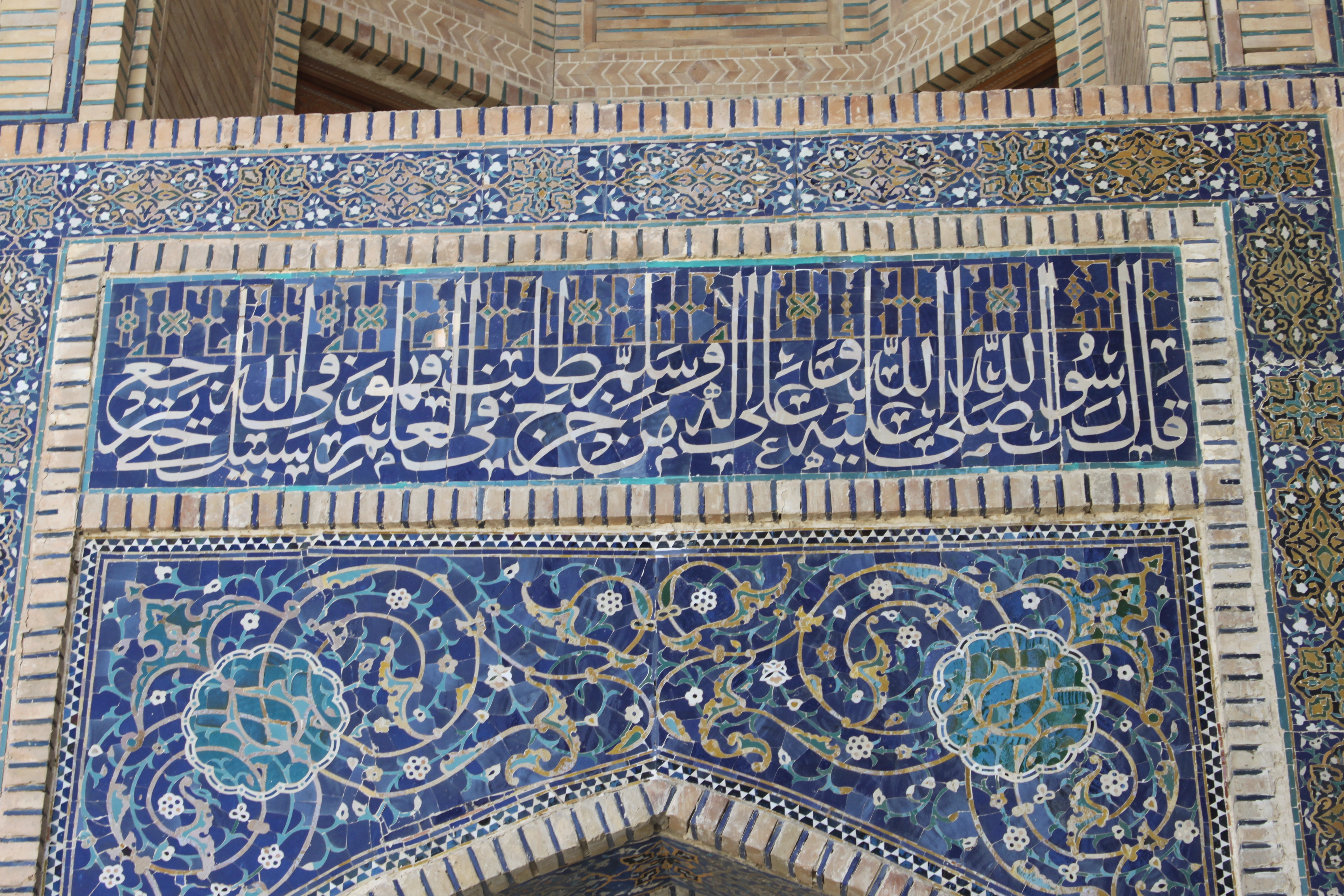
Particolare dell'ingresso
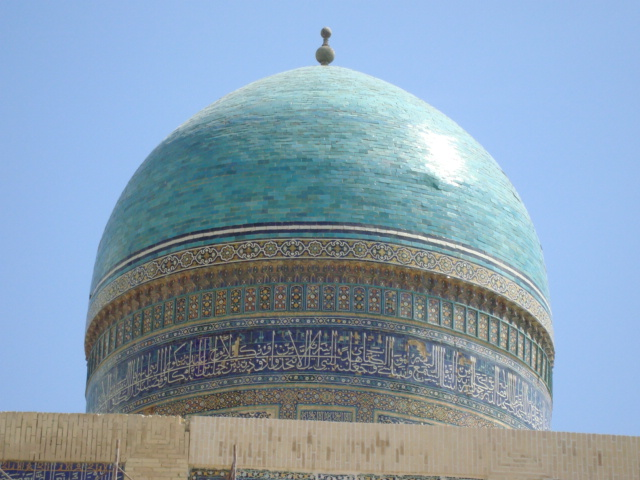
Vista di una delle due cupole
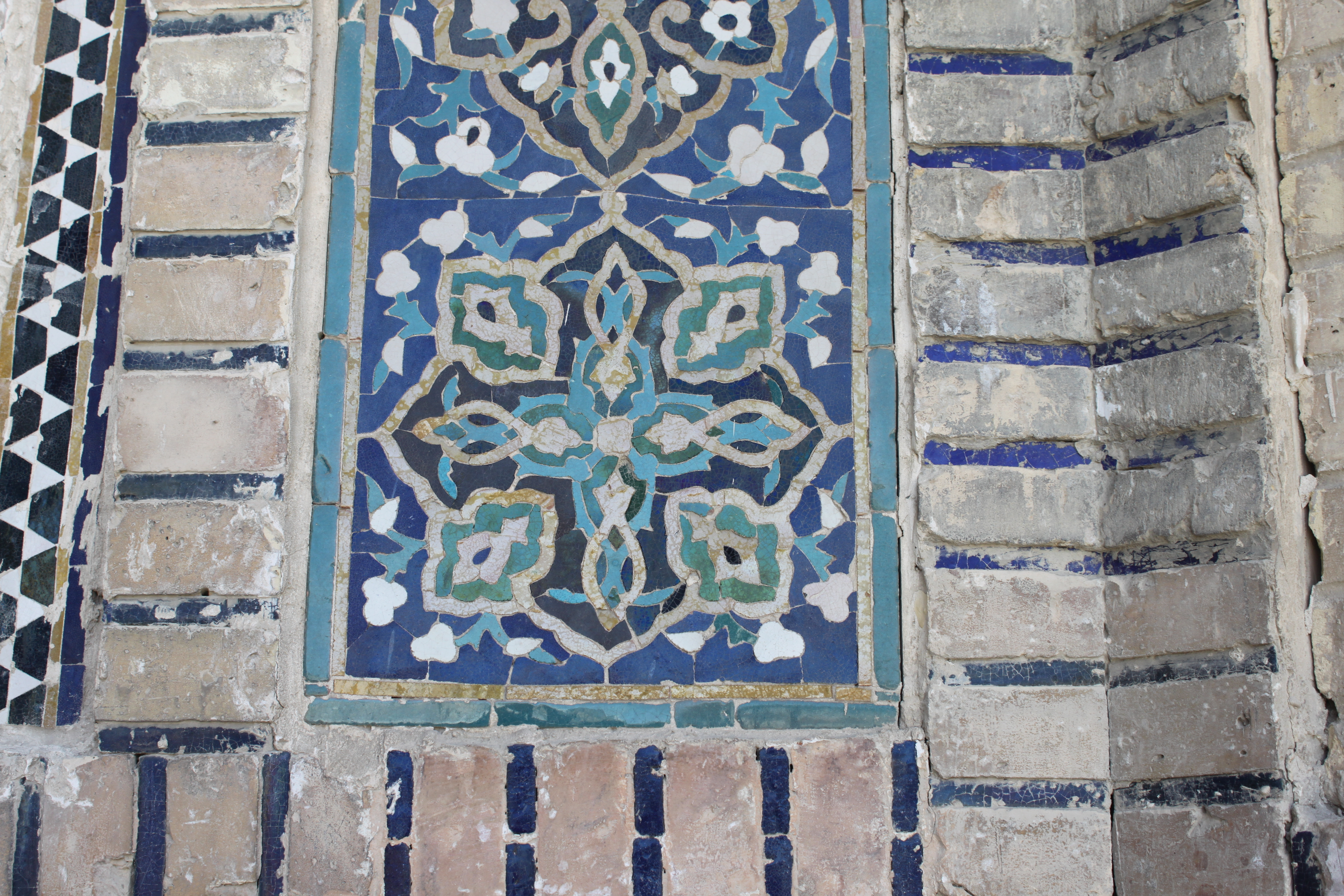
Dettaglio dei kachine
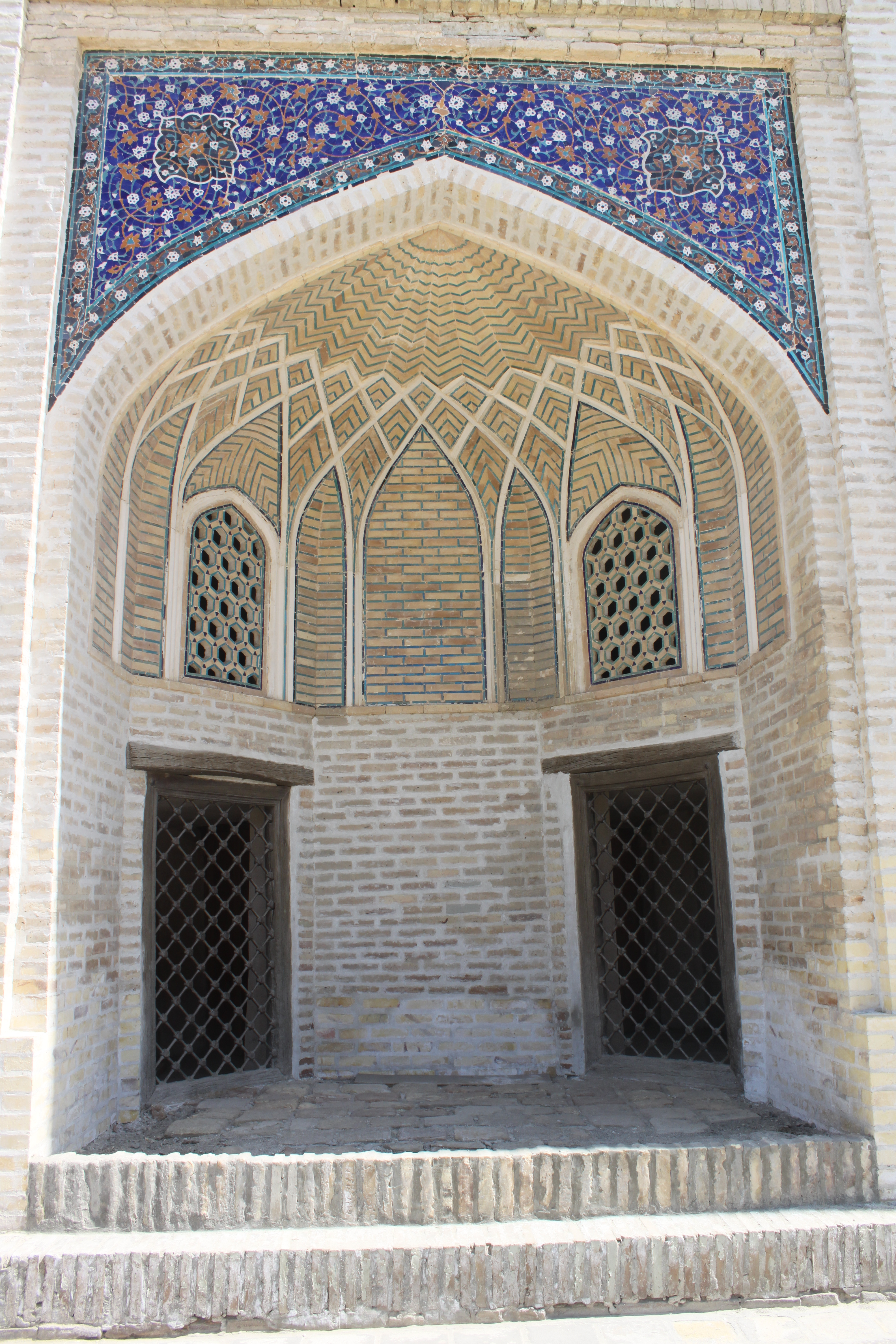
Doppia entrata delle celle
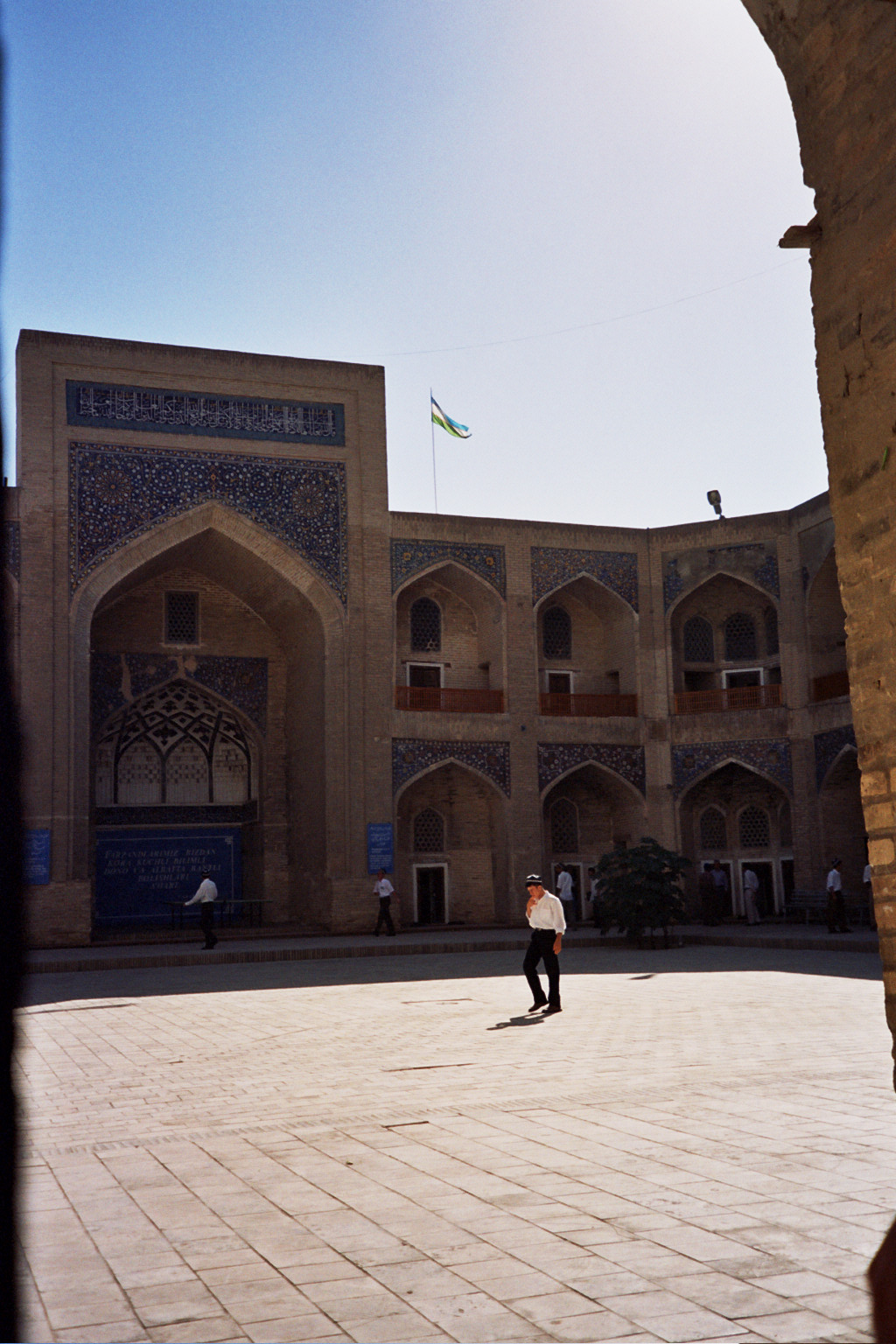
Cortile con un giovane Talib